# Thoon (Sohn des Ikarios)
Thoon (altgriechisch Θόων Thóōn) ist eine Person der griechischen Mythologie.
In Homers Odyssee wird Thoon unter den Phaiaken genannt, die an den Festspielen zu Ehren des Odysseus teilnehmen. Nach einem Scholion zur Odyssee ist er ein Sohn des Ikarios und der Asterodeia, seine Geschwister sind Amasichos, Phalereus, Pheremmelias, Perilaos, Mede und Penelope, die spätere Gattin des Odysseus.